# Bananeiro
O Bananeiro é uma das tradições mais seguidas pelos Bracarenses, celebrada em plena rua, horas antes da ceia de Natal. A raiz desta tradição teve o seu início há mais de trinta anos na loja da Casa das Bananas, na famosa Rua do Souto. 
Este costume, inicialmente de cariz “familiar”, era um momento de convívio, de um grupo restrito de amigos e clientes, onde se bebia vinho moscatel e comia uma banana, oferecida pelo proprietário da loja para confortar o estômago. Mas com o tempo, este pequeno convívio, ano após ano, ganhou força e de repente tornou-se um ponto de encontro de todos os Bracarenses na véspera do dia de Natal.
Nas tardes do dia 24 de dezembro a rua é inundada por milhares de pessoas para cumprir com o ritual, beber um cálice de moscatel de Setúbal  e comer uma banana.